# Klumparova vila
Klumparova vila (též vila Otakara a Marie Klumparových) je vila vybudovaná v letech 1905–06 na nároží ulic Nezvalova a Hradební v Hradci Králové pro městského hygienika, lékaře a pozdějšího spoluautora regulačního plánu Hradce Králové MUDr. Otakara Klumpara.

## Historie
Vilu pro MUDr. Otakara Klumpara navrhl stavitel Václav Rejchl st. Některé prameny uvádějí, že vilu původně Rejchl začal stavět sám pro sebe, kvůli finančním obtížím ale musel od záměru před dokončením ustoupit a dům přenechat rodinnému příteli dr. Klumparovi. Vila je proto někdy též označována jako Rejchlova vila.
Architekt Václav Rejchl st. se při navrhování vily nechal inspirovat moderní architekturou, podporovanou tehdejší královéhradeckou radnicí pod vedením starosty Františka Ulricha (ten přizýval k návrhům veřejných budov žáky Otto Wagnera z Vídně, např. Huberta Gessnera nebo Otokara Béma). Rejchlův návrh Klumparova domu sice obsahuje tradiční novorenesanční prvky, výzdoba fasád se ale blíží secesi a styl je obecně spíše eklektický.
V letech 1911–12 nechal Otakar Klumpar na zahradě vily postavit zahradní domek o půdorysu písmene „L“, jehož projektantem byl architekt Oldřich Liska. Když byla vila po roce 1948 znárodněna, byl zahradní domek zbořen a vila byla adaptována na administrativní budovu.
Objekt byl v 90. letech 20. století citlivě zrekonstruován, další rekonstrukce, především v interiéru, pak proběhly v roce 2003.

## Architektura
Půdorys vily kopíruje tvar parcely: centrální část domu je otočena do nároží a dvě symetrická křídla svírají ostrý úhel a směřují do bočních ulic. V prostřední části domu je umístěn nápadný trojstěnný rizalit sahající přes přízemí a první patro.
Do centrálního a jihovýchodního traktu byly umístěny reprezentační prostory (společenský pokoj, salon a jídelna), do jihozápadního traktu byla umístěna ložnice s koupelnou a kuchyň se spíží a pokojem pro služku. Vzájemně průchozí pokoje představují dispoziční schéma převzaté ještě z 19. století.
Umělecký účinek domu posílen stylově analogickým oplocením.
Vila ve své době přestavovala v kontextu obvyklé královéhradecké stavitelské produkce skutečný architektonický počin a byla architektem Františkem Tichým oceněna jako ideál rodinného bydlení a následováníhodný příklad moderní architektury.

## Galerie

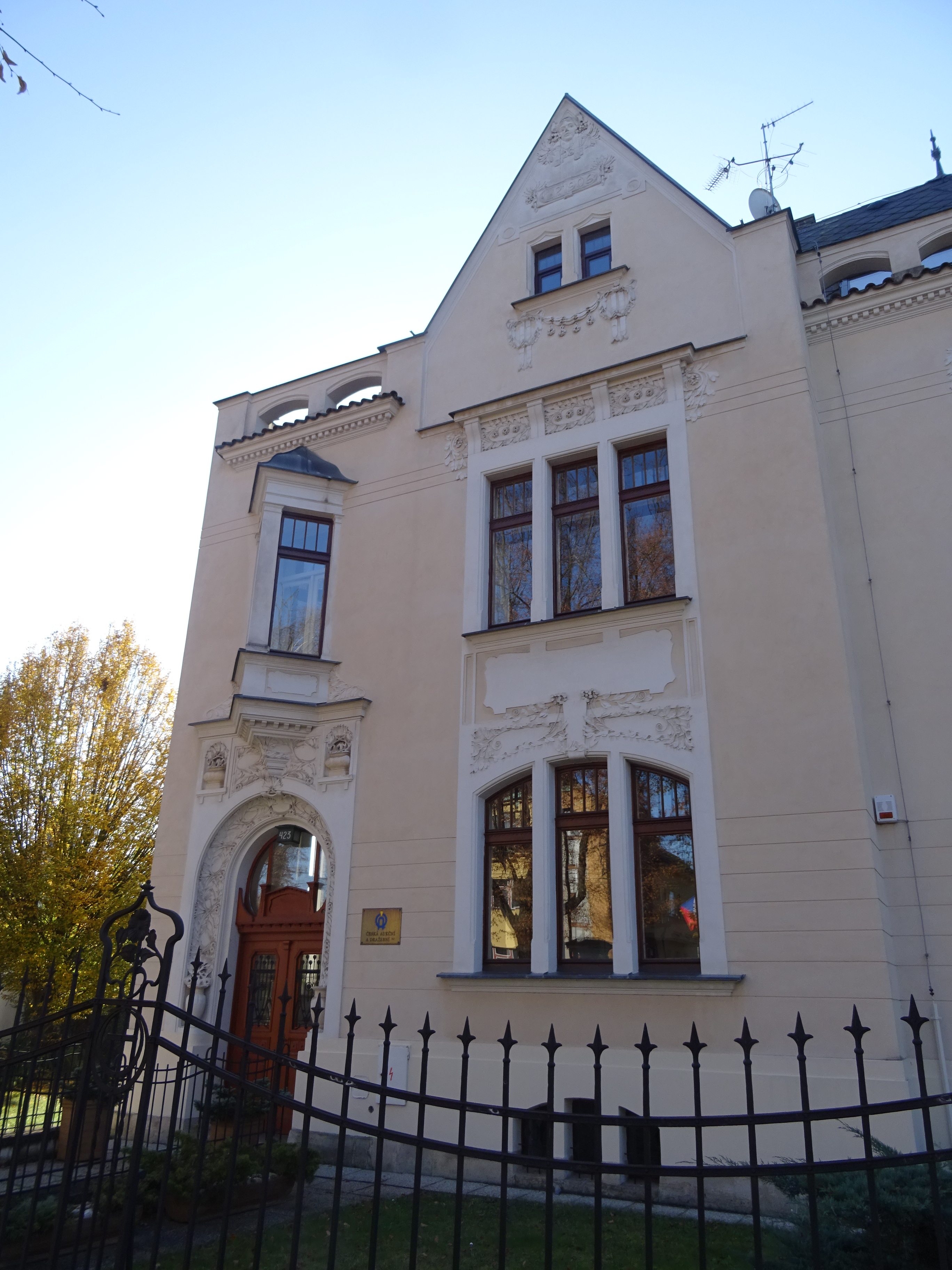
Vstupní průčelí do Nezvalovy ulice
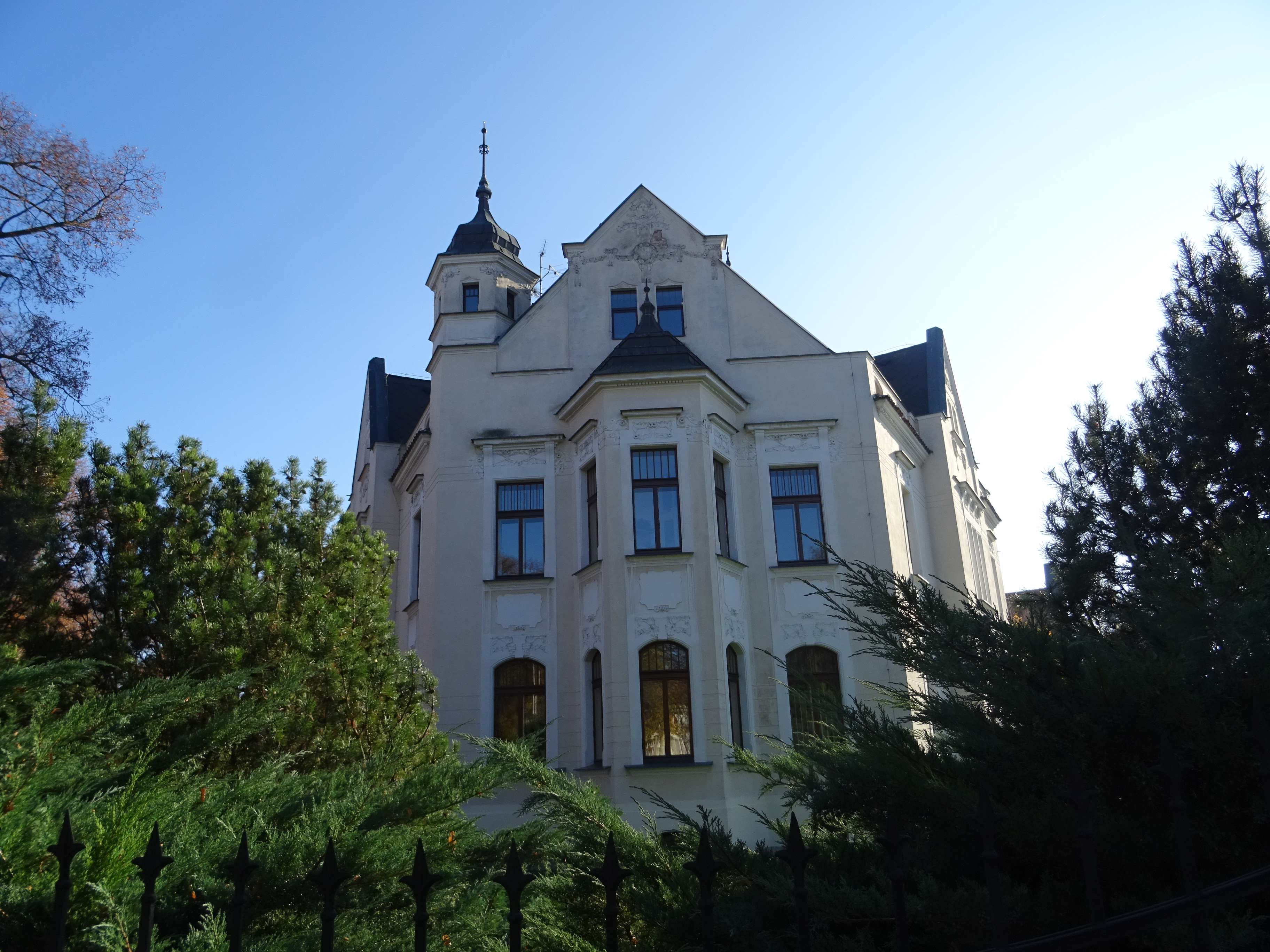
Trojstěnný rizalit v centrální části domu
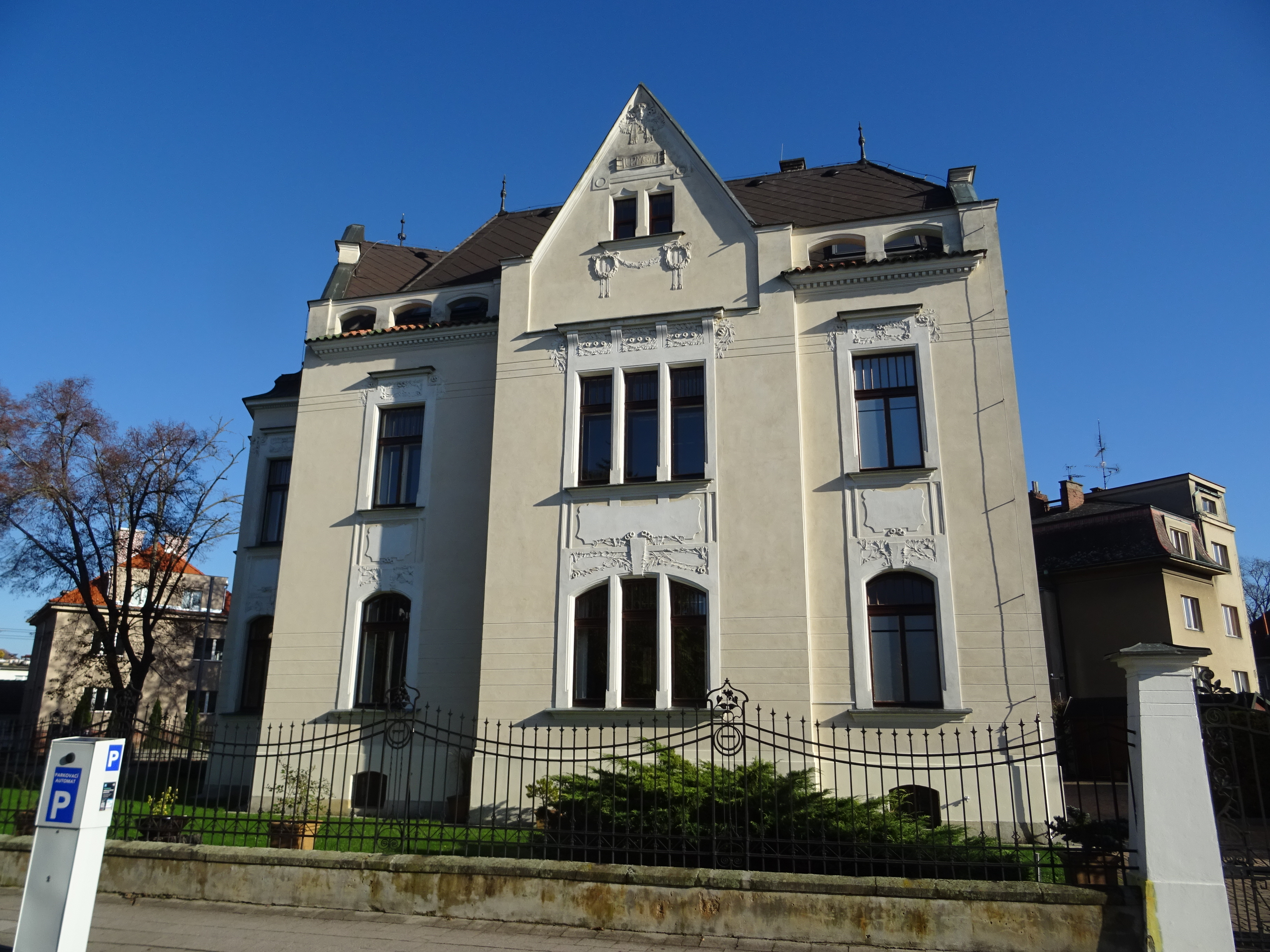
Fasáda do Hradební ulice
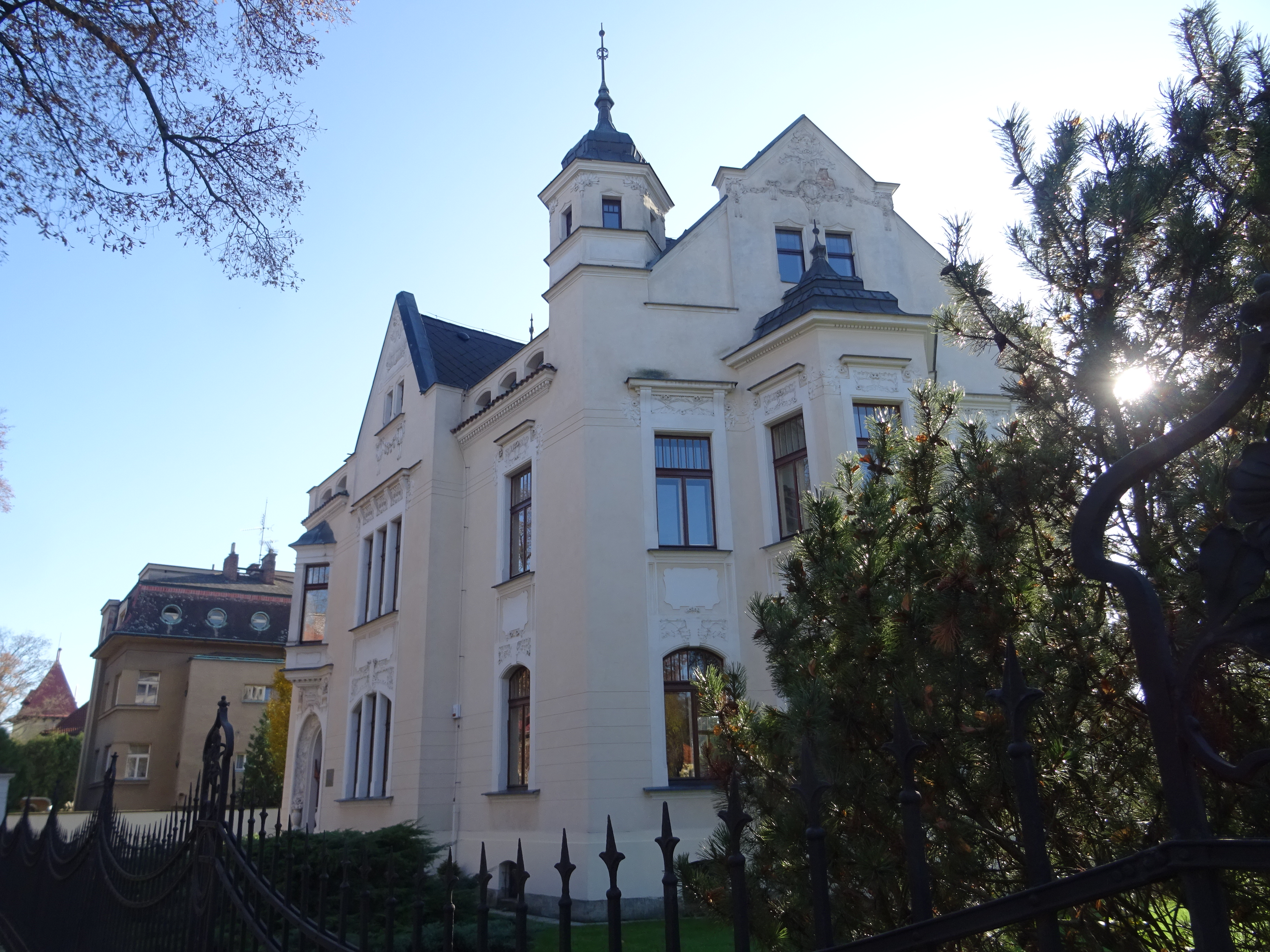
Celkový pohled na dům